# Medaglie, decorazioni e ordini cavallereschi tedeschi

## Repubblica Democratica Tedesca

### Titoli onorifici
| Nastro | Onorificenza                                                 |
| ------ | ------------------------------------------------------------ |
|        | Eroe della Repubblica Democratica Tedesca (dal 1950 al 1953) |
|        | Eroe della Repubblica Democratica Tedesca (dal 1953 al 1990) |
|        | Eroe del lavoro della Repubblica Democratica Tedesca         |

### Ordini
| Nastro | Onorificenza                                                      |
| ------ | ----------------------------------------------------------------- |
|        | Ordine di Blücher per il coraggio in oro                          |
|        | Ordine di Blücher per il coraggio in argento                      |
|        | Ordine di Blücher per il coraggio in bronzo                       |
|        | Ordine di Karl Marx                                               |
|        | Ordine di Scharnhorst                                             |
|        | Ordine della Bandiera del lavoro (dal 1954 al 1974)               |
|        | Ordine della Bandiera del lavoro di I classe (dal 1974 al 1990)   |
|        | Ordine della Bandiera del lavoro di II classe (dal 1974 al 1990)  |
|        | Ordine della Bandiera del lavoro di III classe (dal 1974 al 1990) |
|        | Grande stella dell'ordine della Stella dell'amicizia tra i popoli |
|        | Ordine della Stella dell'amicizia tra i popoli in oro             |
|        | Ordine della Stella dell'amicizia tra i popoli in argento         |
|        | Ordine militare per i servizi alla patria e al popolo in oro      |
|        | Ordine militare per i servizi alla patria e al popolo in argento  |
|        | Ordine militare per i servizi alla patria e al popolo in bronzo   |
|        | Ordine al merito per la patria in oro                             |
|        | Ordine al merito per la patria in argento                         |
|        | Ordine al merito per la patria in bronzo                          |

### Medaglie
| Nastro | Onorificenza                                                    |
| ------ | --------------------------------------------------------------- |
|        | Scienziato distinto della nazione                               |
|        | Medaglia per la lotta contro il fascismo 1933-1945              |
|        | Medaglia Hans Beimler                                           |
|        | Membro meritevole dell'Armata del Popolo                        |
|        | Membro meritevole delle truppe di frontiera                     |
|        | Membro meritevole della difesa civile                           |
|        | Medaglia Friedrich Engels d'oro                                 |
|        | Medaglia Friedrich Engels d'argento                             |
|        | Medaglia Friedrich Engels di bronzo                             |
|        | Decorazione della polizia tedesca                               |
|        | Medaglia al merito del Ministero degli affari interni d'oro     |
|        | Medaglia al merito del Ministero degli affari interni d'argento |
|        | Medaglia al merito del Ministero degli affari interni di bronzo |
|        | Medaglia per servizio esemplare nelle frontiere                 |
|        | Medaglia della fratellanza in armi d'oro                        |
|        | Medaglia della fratellanza in armi d'argento                    |
|        | Medaglia della fratellanza in armi di bronzo                    |
|        | Medaglia per i 30 anni dell'armata nazionale del popolo         |
|        | Medaglia al merito delle ferrovie tedesche di I classe          |
|        | Medaglia al merito delle ferrovie tedesche di II classe         |
|        | Medaglia al merito delle ferrovie tedesche di III classe        |
|        | Medaglia dell'istruzione superiore d'oro                        |
|        | Medaglia dell'istruzione superiore d'argento                    |
|        | Medaglia dell'istruzione superiore di bronzo                    |
|        | Premio di stato della Repubblica Democratica Tedesca            |

## Repubblica Federale Tedesca e Germania Unita

### Ordini nazionali e decorazioni conferiti dal presidente
| Nastro | Onorificenza                                             |
| ------ | -------------------------------------------------------- |
|        | Ordine al Merito di Germania                             |
|        | Distintivo Eichendorff                                   |
|        | Decorazione per il recupero delle mine (1953)            |
|        | Pro-Musica-Plakette (1968)                               |
|        | Medaglia d'argento per gli sportivi disabili (1978-1993) |
|        | Foglia d'alloro d'argento (1950)                         |
|        | Distintivo sportivo del presidente federale (1984)       |
|        | Zelter-Plakette (1956)                                   |

### Decorazioni conferite dai ministeri

#### Bundeswehr
| Nastro | Onorificenza                          |
| ------ | ------------------------------------- |
|        | Decorazioni d'Onore della Bundeswehr  |
|        | Medaglia di missione della Bundeswehr |
|        | Medaglia di combattimento in missione |

#### Ministero degli interni
| Nastro | Onorificenza                                                |
| ------ | ----------------------------------------------------------- |
|        | Decorazione d'onore dell'organizzazione di soccorso tecnico |
|        | Barretta dell'Afghanistan                                   |

### Ordini e medaglie dei Länder
| Nastro | Onorificenza                                                              |
| ------ | ------------------------------------------------------------------------- |
|        | Ordine al merito dello stato di Baden-Wuerttemberg                        |
|        | Ordine al merito bavarese                                                 |
|        | Ordine di Massimiliano per le scienze e le arti                           |
|        | Ordine al merito dello stato federale di Berlino                          |
|        | Ordine al merito dello stato federale di Brandeburgo                      |
|        | Ordine al merito dell'Assia                                               |
|        | Ordine al merito dello stato federale del Meclemburgo-Pomerania Anteriore |
|        | Ordine al merito della Bassa Sassonia                                     |
|        | Ordine al merito della Renania Settentrionale-Vestfalia                   |
|        | Ordine al merito dello stato della Renania-Palatinato                     |
|        | Ordine al merito dello stato federale della Saarland                      |
|        | Ordine al merito dello stato libero di Sassonia                           |
|        | Ordine Sassone del Soccorso nell'Alluvione del 2002                       |
|        | Ordine al merito dello stato della Sassonia-Anhalt                        |
|        | Ordine al merito dello stato di Schleswig-Holstein                        |
|        | Ordine al merito dello Stato libero di Turingia                           |